# Szczyty
Szczyty es una localidad situada en municipio (gmina) de Białobrzegi, en el distrito (powiat) de Białobrzegi, voivodato de Mazovia, Polonia. Según el censo de 2021, tiene una población de 370 habitantes.